# Amiot 130
El S.E.C.M.-Amiot 130 R.2 fue un candidato al contrato del Gobierno francés para seleccionar un avión de reconocimiento de largo alcance y dos plazas, emitido en 1928. Se presentaron ocho prototipos en el concurso de 1931-32, pero el Amiot 130 no fue seleccionado para entrar en producción.

## Diseño y desarrollo
La especificación francesa R.2 de 1928 exigía un avión totalmente metálico de reconocimiento de dos plazas, rápido y con una gran velocidad de ascenso y un gran radio de acción. Condujo a prototipos de ocho fabricantes, el Amiot 130, el Breguet 33, el Latécoère 490, el Les Mureaux 111, el Nieuport-Delage NiD 580, el Potez 37, el Weymann WEL-80 y el Wibault 260. Uno de los términos de la especificación requería que los fabricantes utilizaran el motor Hispano-Suiza 12Nb refrigerado por agua, un motor V12.
Como todos los prototipos en concurso excepto dos, el Amiot 130 era un avión de ala en parasol. El ala de dos partes, de bordes rectos y cónicos, solo estaba aflechada en el borde de ataque y tenía las puntas romas y angulosas. Había un gran hueco semicircular sobre la carlinga para mejorar la visibilidad hacia arriba. El ala estaba construida alrededor de dos largueros y recubierta con duraluminio suavemente ondulado. Estaba arriostrada desde el fuselaje inferior a cada lado con pares de soportes paralelos hasta los largueros, cerca de la mitad de la envergadura. El ala se sostenía centrada sobre el fuselaje mediante soportes de cabaña.
El motor del Amiot 130 estaba alojado en un carenado que seguía los contornos de sus dos bancadas de cilindros. Los radiadores de perfil bajo estaban montados verticalmente en ambos lados del fuselaje, justo detrás del motor. Amiot hizo un esfuerzo considerable para silenciar el motor, enviando el escape a través de un largo tubo de duraluminio a un canalón que se extendía casi hasta la cola. Las dos cabinas abiertas estaban en tándem, con el piloto debajo de la parte trasera del ala y el observador inmediatamente detrás. Tenía un soporte flexible para un par de ametralladoras defensivas.
El fuselaje del Amiot 130, construido alrededor de cuatro larguerillos, era largo y delgado, con una superficie superior redondeada. Su cola vertical era ovalada. La cola horizontal era recta, pero los timones de profundidad tenían prominentes equilibradores.
El Amiot 130 tenía un tren de aterrizaje convencional fijo con sus ruedas principales sobre ejes montados en los vértices de travesaños en «V», con los componentes delanteros articulados en la parte inferior del fuselaje central y los traseros en los larguerillos del fuselaje inferior. Cada eje tenía un largo amortiguador oleoneumático montado en la parte central del fuselaje, justo a la popa del motor.
El modelo 130 voló por primera vez en abril de 1931. Aunque el S.T.I.Aé Concours des avions de grande reconnaissance (Concurso de aviones de reconocimiento de largo alcance) en Villacoublay, que comenzó en abril de 1931, duró alrededor de un año, no hay informes de que haya tomado parte. Habiendo volado el tiempo suficiente para recibir el pago del Gobierno francés, Amiot se concentró en otros proyectos. Fue usado cinco años más tarde en experimentos con los primeros pilotos automáticos con giroscopio.

## Especificaciones
Referencia datos: L'Aéronautique de agosto de 1931 (General), AviaFrance (Prestaciones)

### Características generales
- Tripulación: Dos
- Longitud: 10,5 m (34,4 ft)
- Envergadura: 17,5 m (57,3 ft)
- Altura: 3,7 m (12,1 ft)
- Superficie alar: 45 m² (484,4 ft²)
- Peso vacío: 1741 kg (3837,2 lb)
- Peso cargado: 2513-2539 kg según la misión
- Planta motriz: 1× motor lineal V-12 refrigerado por agua Hispano-Suiza 12Nb.
  - Potencia: 480 kW (662 HP; 653 CV)
- Hélices: Bipala

### Rendimiento
- Velocidad máxima operativa (Vno): 270 km/h (168 MPH; 146 kt)
- Alcance: 900 km (486 nmi; 559 mi)
- Techo de vuelo: 7800 m (25 591 ft)